# Bullaring
Bilbarin is een plaats in de regio Wheatbelt in West-Australië.

## Geschiedenis
Bullaring ligt in de grensstreek waar ten tijde van de Europese kolonisatie de leefgebieden van de Njakinjaki en de Balardong Nyungah elkaar ontmoetten.
Begin jaren 1880 trokken sandelhoutsnijders vanwege de hoge prijs van sandelhout door de streek. Ze verzamelden er zoveel van het aromatische hout als ze konden vinden.
In 1914 werd het plaatsje Bullaring aan een nevenspoor langs de spoorweg tussen Corrigin en Wickepin gesticht. De naam is afgeleid van de Aboriginesnaam voor een nabijgelegen waterbron. De betekenis van het woord is onbekend.
In 1917 werd een schooltje geopend. Nadat schoolbussen naar Corrigin werd ingelegd in 1947 sloot het schooltje de deuren. G.W. Seimons opende in 1922 een winkel met post- en telefoonkantoor. In 1934 en 1960 werd de winkel uitgebreid. Nog in 1922 werd een gemeenschapszaal, de 'Bullaring Hall', geopend. In 1962 werd de oude gemeenschapszaal vervangen door het  'Bullaring Community Centre'.
In 1937 werd aan het nevenspoor in Bullaring een installatie voor het vervoer van graan in bulk geplaatst. De installatie kreeg in 1973 een upgrade. In 1961 werd een golfterrein met 18 holes geopend. Tussen 1970 en 1974 verlieten 65 inwoners het district. De golfclub kon de terreinen niet meer onderhouden en de club werd ontbonden.

## 21e eeuw
Bullaring maakt deel uit van het lokale bestuursgebied (LGA) Shire of Corrigin, een landbouwdistrict. Het is een verzamel- en ophaalpunt voor de oogst van de graanproducenten uit de streek die bij de Co-operative Bulk Handling Group aangesloten zijn. Het bevolkingsaantal op het platteland daalt op vele plaatsen als gevolg van technologische vooruitgang en schaalvergroting in de landbouw. In 2021 telde Bullaring 82 inwoners tegenover 96 in 2006.

## Toerisme
In Bullaring kan men vogels spotten.

## Transport
Bullaring ligt langs de 'Wickepin-Corrigin Road' die aansluit op 'State Route 40'. Het ligt 232 kilometer ten oostzuidoosten van de West-Australische hoofdstad Perth, 50 kilometer ten westen van Kondinin en 28 kilometer ten zuidoosten van de hoofdplaats van het lokale bestuursgebied waar het deel van uitmaakt, Corrigin.
De spoorweg die door Bullaring loopt maakt deel uit van het goederenspoorwegnetwerk van Arc Infrastructure.

## Externe link

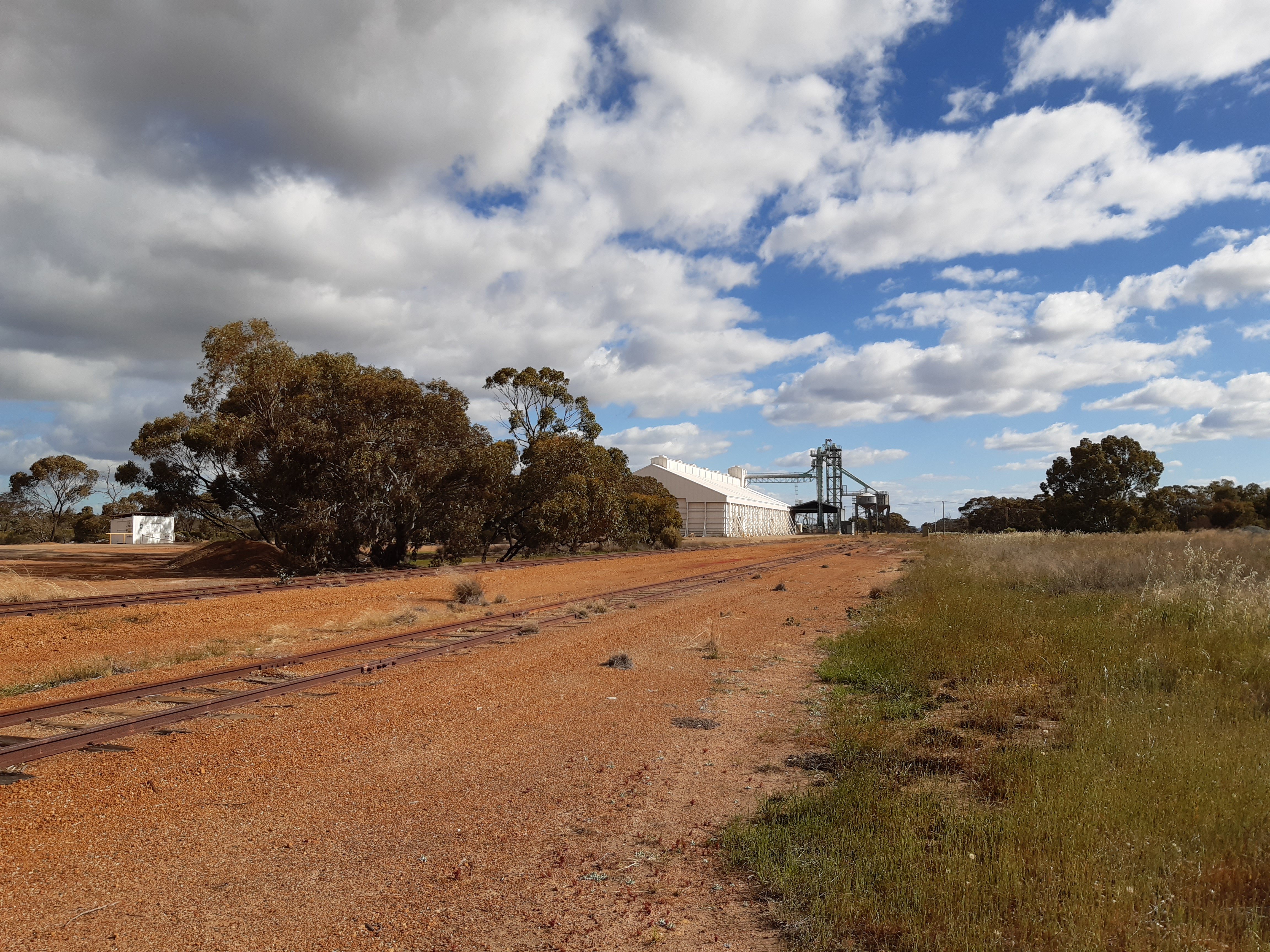
CBH Group graanverzamelpunt